# ÖAF

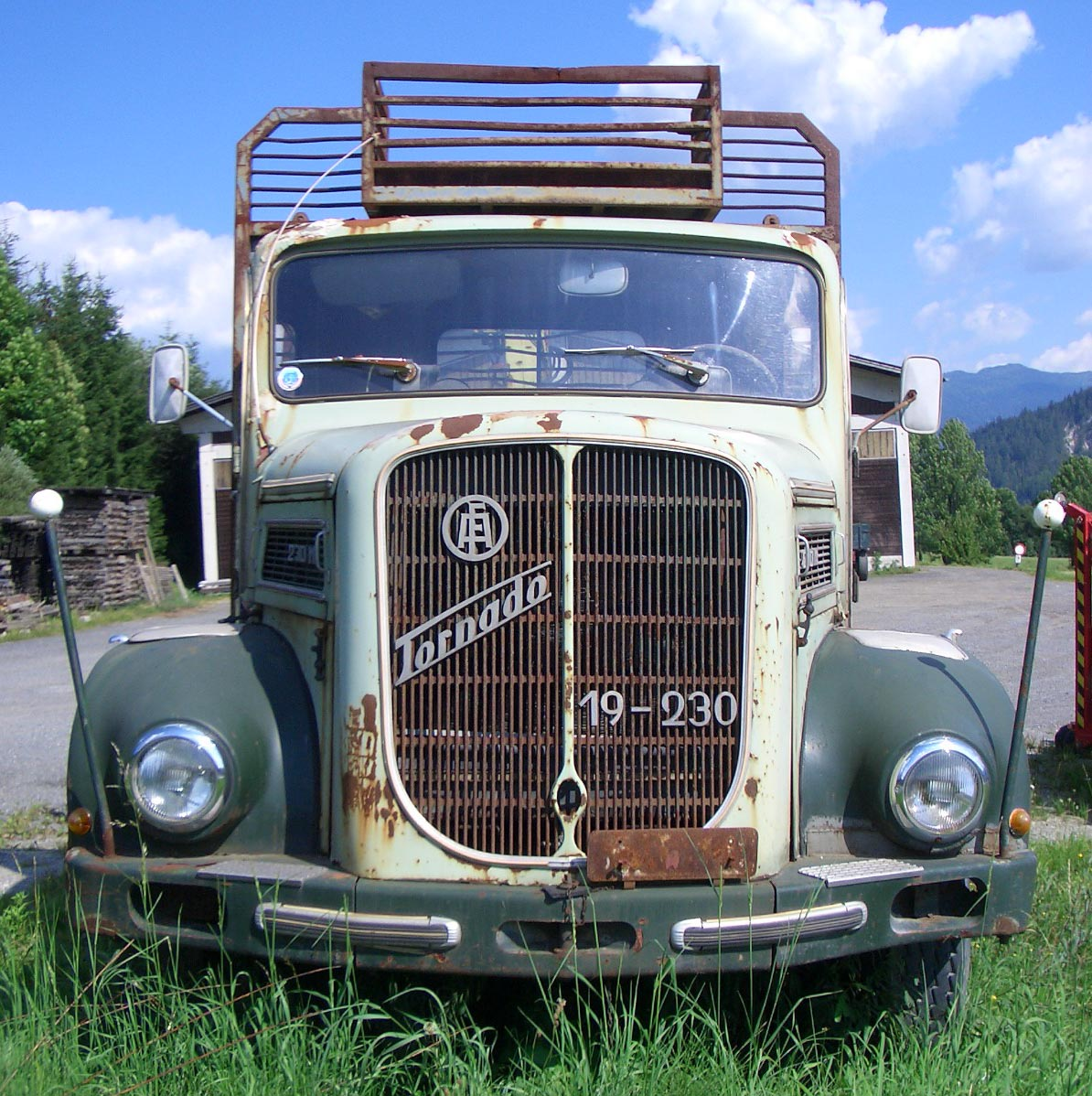
ÖAF Tornado.

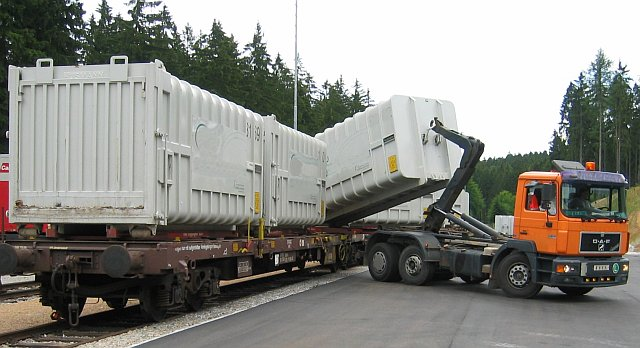
MAN med ÖAF-grill.

ÖAF, Österreichische Automobil Fabriks-AG, är en österrikisk fordonstillverkare, som sedan 1971 är en del av MAN AG.

## Historia
ÖAF har sina rötter i de österrikiska Fiatverken Austro-Fiat som grundades i Wien 1907. 
1936 gick MAN AG in som delägare i ÖAF och ett avtal slöts samtidigt rörande licenstillverkning av MAN-dieslar.
1971 slogs ÖAF samman med Gräf & Stift och bildade Österreichische Automobilfabrik ÖAF-Gräf & Stift AG. Företaget togs samma år över helt av tyska MAN AG. MAN säljer fortfarande lastbilar under namnet ÖAF i Österrike.